# Livraria do Globo
Livraria do Globo a fost înființată în decembrie 1883 la Porto Alegre de Laudelino Pinheiro de Barcellos și Saturnino Alves Pinto.
Inițial o librărie care vindea și articole de papetărie, ea a desfășurat ocazional activități de editare a unor reviste și cărți încă de la începutul secolului al XX-lea și în mod regulat începând din 1928 („Edições da Livraria do Globo”). Între anii 1929 și 1967 a editat Revista do Globo. În 1956 compania a fost divizată oficial în două companii separate: Livraria do Globo și Editora Globo.
În 1986 editura a fost vândută companiei Rio Gráfica (RGE) delui la Rio Marica, de către Roberto Marinho, care a adoptat numele companiei achiziționate, Editora Globo. La rândul său, vechea clădire a librăriei din Porto Alegre a devenit un magazin al companiei Lojas Renner.

## Scurt istoric
Partenerii au închiriat un mic magazin pe Rua da Praia nr. 268, cu doar două uși și o vitrină. În spate a fost amenajat un atelier cu o mașină de scris, două prese și o tipografie. Librăria era deschisă de luni până sâmbătă între orele 6.30 și 22.00 și duminica de la 13.30 la 20.00, dar era închisă în zilele de sărbătoare și în anumite zile speciale.
Pe măsură ce activitatea a avut tot mai mult succes, compania a renovat clădirea și a început să ofere servicii de legătorie și apoi de tipărire. În anul 1909 a fost instalat un linotip, iar Livraria do Globo a devenit principala companie tipografică din Porto Alegre. În 1915 a apărut Almanaque do Globo, prima publicație importantă a editurii. Laudelino a murit în 1917, lăsând compania moștenitorilor săi și lui José Bertaso, care era asociatul său în acea perioadă.
De-a lungul anilor, magazinul din Rua da Praia a devenit un loc de întâlnire pentru intelectuali, poeți, oameni politici și artiști. În 1917, în timpul administrației lui José Bertaso, a fost deschisă prima filială la Santa Maria, centru feroviar al unității federative Rio Grande do Sul. Borges de Medeiros, care era în acea perioadă președinte al statului Rio Grande do Sul, a sugerat înființarea unei reviste regionale, iar astfel a apărut Revista do Globo.
În anii 1930 compania a obținut o autorizație pentru a funcționa ca agenție bancară. Câțiva ani mai târziu, Leonel Brizola, guvernatorul de atunci al statului, a încredințat companiei Livraria do Globo sarcina de tipărire a bonurilor de tezaur regionale, cunoscute sub numele de „brizoletas”.
Odată cu cooptarea lui Henrique Bertaso, fiul cel mai mare al lui José, în conducerea editurii, Globo a început să-și diversifice programul editorial, publicând romane polițiste și operele literare ale scriitorului englez Somerset Maugham. În 1938 editura a publicat romanul Olhai os lírios do campo al lui Érico Veríssimo, care a avut parte de un mare succes pe plan național. Tot atunci a fost tradusă și opera lui Proust.
Editora Globo s-a remarcat prin publicarea operelor scriitorilor din Rio Grande do Sul și a traducerilor celor mai importante opere literare ale literaturii universale. Pe lângă traducerea cărții În căutarea timpului pierdut a lui Proust, editura a lansat traducerea ciclului monumental Comedia umană a lui Honoré de Balzac, realizată de cei mai renumiți traducători. Ea a coordonat redactarea cunoscutei lucrări Enciclopédia Globo. Primele traduceri braziliene ale unor lucrări de filozofie (republicate ulterior în colecția Os Pensadores de la Editora Abril) au fost realizate de Editora Globo.
În anii 1940 editura era la apogeu și avea filiale în trei orașe din statul Rio Grande do Sul, precum și reprezentanțe la Rio de Janeiro și São Paulo. În 1948 coompania s-a transformat în societate pe acțiuni, iar în 1956 și-a divizat activitatea între Livraria do Globo și Editora Globo.
În anii 1970 Livraria do Globo a devenit o companie cu capital public, însă moștenitorii fondatorilor au continuat să fie parteneri cu participații majoritare. În 1986 compania a fost vândută către Rio Gráfica Editora (RGE), fondată și condusă de Roberto Marinho. De atunci, Rio Gráfica a început să folosească numele Editora Globo.

## Legături externe
- Site web oficial
- Editora Globo pe site-ul Memória Marinho Arhivat în 26 aprilie 2019, la Wayback Machine.